# Porcellionides swammerdami
Porcellionides swammerdami là một loài chân đều trong họ Porcellionidae. Loài này được Audouin miêu tả khoa học năm 1827.